# Pashokia
Genre
Pashokia est un genre d'opilions laniatores de la famille des Assamiidae.

## Distribution
Les espèces de ce genre se rencontrent au Népal, en Inde et en Birmanie.

## Liste des espèces
Selon World Catalogue of Opiliones (20/06/2021) :
- Pashokia laeviscutum Roewer, 1927
- Pashokia maxima Martens, 1977
- Pashokia mutatrix Martens, 1977
- Pashokia rufa Roewer, 1935
- Pashokia silhavyi Martens, 1977
- Pashokia yamadai Suzuki, 1970

## Publication originale
- Roewer, 1927 : « Weitere Weberknechte I. 1. Ergänzung der: "Weberknechte der Erde", 1923. » Abhandlungen des Naturwissenschaftlichen Vereins zu Bremen, vol. 26, p. 261–402.